# Outarville
Outarville – miejscowość i gmina we Francji, w Regionie Centralnym, w departamencie Loiret.
Według danych na rok 1990 gminę zamieszkiwało 1305 osób, a gęstość zaludnienia wynosiła 28 osób/km² (wśród 1842 gmin Centre, Outarville plasuje się na 305. miejscu pod względem liczby ludności, natomiast pod względem powierzchni na miejscu 115.).